# CHXR 73
CHXR 73 là một ngôi sao thuộc chòm sao Yển Diên, cách Trái Đất khoảng 550 năm ánh sáng, có khối lượng khoảng 12 khối lượng Sao Mộc. Đồng hành với nó là CHXR 73 b, đã được tìm thấy qua hình ảnh trực tiếp.
| Đồng hành | Khối lượng | Chia tách quan sát được (AU) | Năm phát hiện |
| b         | 12+8 −5 MJ | 200                          | 2006          |